# Apisa cinereocostata
Apisa cinereocostata là một loài bướm đêm thuộc phân họ Arctiinae, họ Erebidae.